# 名古屋教会
座標: 北緯35度10分40.4秒 東経136度54分18.8秒 / 北緯35.177889度 東経136.905222度

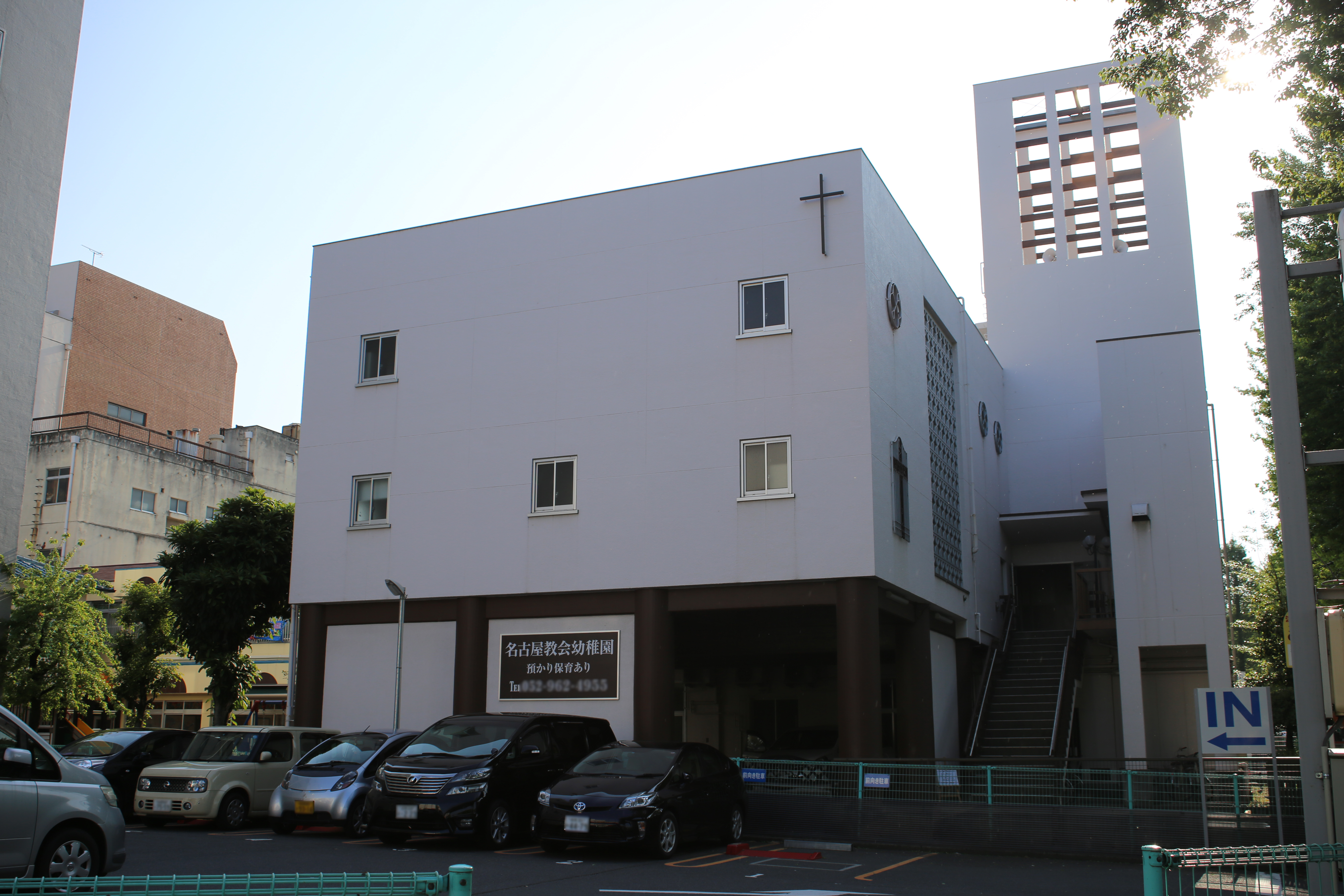
名古屋教会（2015年（平成27年）4月）

日本基督教団名古屋教会（にほんキリストきょうだんなごやきょうかい）は、愛知県名古屋市中区にある、旧長老派系の日本基督教団の教会である。

## 歴史
1878年（明治11年）に名古屋区裁判所判事の鈴木鉀次郎の招きと、アメリカ・オランダ改革派教会の支援により、植村正久、山本秀煌が訪れ、有松村で伝道したことがきっかけになる。
1884年（明治17年）5月3日に38人の会員で名古屋基督一致教会を設立する。
1892年（明治25年）にカンバーランド長老教会系列の愛知教会と合併する。この頃、R・E・マカルピン宣教師が高知から転任する。吉川逸之助牧師は1903年（明治36年）から1940年（昭和15年）まで37年間牧会し、数か所で伝道を行う。伝道の結果、1906年（明治39年）11月26日に金城教会が誕生する。
1927年（昭和2年）4月12日には桜山教会を設立する。1941年（昭和16年）に日本基督教団に参入する。
1945年（昭和20年）12月、清水教会を合併する。戦後、赤石義明牧師の尽力により復興し、幼稚園、開道建設を行う。赤石の次は、後に日本基督教団の総会議長になる戸田伊助が牧師になる。
1963年（昭和38年）、春日井教会が分離独立する。
1969年（昭和44年）に名古屋堀川伝道所が独立する。

## 出身者
- 堀内友四郎
- 飯島誠太